# Indocypha silvergliedi
Indocypha silvergliedi är en trollsländeart som beskrevs av Syoziro Asahina 1988. Indocypha silvergliedi ingår i släktet Indocypha och familjen Chlorocyphidae. Inga underarter finns listade i Catalogue of Life.